# Marek Bzdęga
Marek Bzdęga (ur. 25 kwietnia 1960 w Szmezdrowie) – polski żużlowiec.
Sport żużlowy uprawiał w latach 1979–1989, reprezentując kluby Unia Leszno (do 1986) oraz Sparta Wrocław. Zdobył siedem medali drużynowych mistrzostw Polski: dwa złote (1980, 1984), dwa srebrne (1982, 1983) oraz trzy brązowe (1981, 1985, 1986). 
W 1983 r. zdobył w Tarnowie srebrny medal młodzieżowych drużynowych mistrzostw Polski. W 1981 r. zajął III miejsce w rozegranym w Świętochłowicach finale turnieju o "Brązowy Kask". W tym samym roku był dziesiąty w finale turnieju "Srebrny Kask", rozegranego w Toruniu. W 1988 r. zajął XIII miejsce w finale indywidualnego Pucharu Polski w Opolu.